# Alan Sokal
Alan David Sokal, ameriški matematik in fizik, * 24. januar 1955, Boston, Massachusetts, Združene države Amerike.
Najbolj je znan po Sokalovi potegavščini leta 1966, ko je bil objavljen njegov članek, ki ga je namenoma slabo spisal, da bi testiral strogost revije pri izbiri gradiva za objavo.  

## Življenjepis
Diplomiral je na Univerzi Harvard leta 1976, doktoriral pa na Univerzi Princeton leta 1981. V poletnem času 1986, 1987 in 1988 se je dodatno izobraževal na matematičnem področju na Univerzi Nikaragve.
Deluje kot profesor matematike na Univerzitetnem kolidžu v Londonu in profesor fizike na Univerzi v New Yorku.

## Raziskovanje
Raziskovalno se ukvarja z matematično fiziko in kombinatoriko. Vprašanja, ki si jih postavlja, zadevajo zlasti statistično mehaniko in kvantno teorija polja.